# Unikowo, Warmińsko-Mazurskie
Unikowo [uniˈkɔvɔ] (tiếng Đức: Glockstein)  là một ngôi làng ở quận hành chính của Gmina Bisztynek, trong hạt Bartoszycki, Warmińsko-Mazurskie, ở miền bắc Ba Lan. Nó nằm khoảng 7 kilômét (4 mi) về phía đông của Bisztynek, 26 km (16 mi) về phía đông nam của Bartoszyce và 44 km (27 mi) về phía đông bắc của thủ đô khu vực Olsztyn.
Ngôi làng có dân số 620 người.